# Vildsvin
Vildsvinet (Sus scrofa) er et parrettået hovdyr som tilhører svinefamilien (Suidae). Arten regnes som tamsvinets vilde forfader. Vildsvinet er altædende og meget tilpasningsdygtigt. I Mellemeuropa stiger bestanden i øjeblikket, især på grund af øget dyrkning af majs, og vildsvinet indvandrer i stigende grad til beboede områder.
I Danmark betragtes vildsvinet som kritisk truet,  på grund af bekæmpelse, og der kun er få ynglende søer i naturen.

## Udbredelse
Vildsvinet er hjemmehørende i skovområder i størstedelen af Europa og Asien samt i Nordafrika og på Sundaøerne. Arten er siden blevet indført til dele af både Sydamerika, Nordamerika og Australasien. 
Vildsvinet uddøde i Danmark som fritlevende dyr i begyndelsen i 1801. Det sidste vildsvin blev skudt ved Silkeborg. Siden er vildsvinet genindvandret fra det nordlige Tyskland og er observeret over hele Sønderjylland. Der advokeres imidlertid for, at tillade vildsvinet i Danmark, så påbuddet om at nedlægge alle vildsvin fjernes, så der igen kan komme fritlevende vildsvin i de danske skove. I dag udryddes vildtlevende vildsvin i Danmark straks de opdages på grund af frygt for, at vildsvin skal smitte tamsvin med afrikansk svinepest. I 2019 opførte Naturstyrelsen, trods omfattende protester, et  70 km langt vildsvinehegn langs den dansk-tyske grænse for at forhindre indvandring af vildsvin fra Tyskland.
I 2011 fandtes  cirka 150 vildsvin i et indhegnet reservat i Tofte Skov i Lille Vildmose.
Vildsvinene findes nu naturlig i Sverige, Norge og Finland, men ikke i Island og på Færøerne.  I Finland indvandrede vildsvinet via Karelen og Rusland, hvor de findes i store flokke. Der er også sandsynlighed for, at finske vildsvin vil indvandre til milde kyststrækninger i Nord-Norge. I Finland er bestanden af vildsvin fortsat ubetydelig. Den er anslået til omkring 1.000 dyr. Bestanden er størst i syd, mod grænsen til Rusland. De finske myndigheder har planer om at udrydde arten, på grund af faren for svinepest. Jægerorganisationerne har imidlertid modsat sig udryddelsen.
Svenskerne udryddede vildsvinet i det 17. århundrede, men genindførte det i det 18. århundrede og senere til avl i 1940'erne. I 1970erne rømte flere svin fra de svenske opdrættere, blandt andet i Skåne, men de nåede at reetablere sig. I 1980 bestemte den svenske rigsdag, at dyr som havde etableret sig i Stockholms län skulle få lov til at leve, så de kunne danne grundlag for forskning. I 1987 fandtes der således en stamme på cirka 100 vildsvin i Södermanland. Året efter besluttede den svenske rigsdag, at vildsvinet var en naturlig del af den svenske fauna. I 2011 var der sandsynligvis mindst 200.000 vildsvin i Sverige.

## Beskrivelse
Vildsvin er store dyr, men størrelsen kan variere betragtelig. Kropslængden bliver normalt omkring 90 til 180 cm og vægten omkring 50 til 200 kg hos ægte vildsvin. Farven varierer fra lysebrun til grå og næsten helt over til sort. De lever i skov og krat, gerne i nærheden af landbrugsområder hvor de kan gøre stor skade ved at rode i jorden.
Kroppen er slank og mangler tamgrisens fedtlag. Lemmerne bliver desuden længere. Nordlige bestande ser ud til at have længere ben end sydlige. Vildsvinet har et langt og kegleformet hoved og en længere tryne end tamgrisen. Den har desuden altid stående ører. Arten udvikler en gråbrun pels over hele kroppen, som med alderen kan blive mere grå. I tempererede områder bliver pelsen kraftigere og mere varmeisolerende. Vildsvin mangler svedkirtler og må regulere kropstemperaturen ved at ændre adfærd og aktivitetsniveau. Mudderbad er en effektiv måde at beskytte sig mod både ultraviolet stråling fra solen og overophedning.
Vildsvinet har et tandsæt som minder meget om menneskets. Tyggeknuderne på kindtænderne er imidlertid både flere, længere og kraftigere end menneskets. I hver kæbehalvdel har det 3 fortænder, 1 hjørnetand, 4 forkindtænder og 3 bagkindtænder (i alt 44 tænder). Hos ornen krummer hjørnetænderne i over- og underkæben opad og rager ud af munden. Ældre søer kan også have krumme hjørnetænder. Hjørnetænderne vokser hele livet.
Vildsvinet har en specielt godt udviklet lugtesans og god høresans og smagssans. Lugtesansen bruges aktivt til at finde føde og opdage farer. Synet er derimod mindre udviklet. Øjnene sidder på siden af hovedet og indikerer at synet primært benyttes til at opdage bevægelser med, en typisk forsvarsmekanisme for flugtdyr. Retningssynet er da gerne stærkt reduceret.

## Levevis
Vildsvinene lever i familieflokke på ca. 20 individer, men flokke på helt op til 100 individer er observeret. Flokken består af søerne og deres afkom, mens kønsmodne orner lever alene. En so får normalt 5-6 grise pr. kuld. Flokkene kan færdes over store områder, men vildsvinet har ikke et bestemt  migrationsmønster. Hannen færdes gerne over et område som kan være op mod dobbelt så stort som hunnens. Normalt er de ikke aggressive, men kan angribe mennesker hvis de føler sig truet. Dette gælder specielt hanner i brunst og hunner med ungdyr. 
I udlandet bruges tæmmede vildsvin til at opspore trøfler. Vildsvinet har en formidabel lugtesans, som viser vej til trøflerne, der vokser under jordoverfladen.

### Føde
Vildsvinet gennemroder jorden for at finde føde som rødder, orm, biller, mus, snegle og svampe. Vildsvinene æder foruden vandplanter som kalmus også blade, skud og frugter fra talrige træer, urter og græsser. Som altædende æder de også ådsler og affald. Det er blevet observeret at de har gennemrodet et kaninbo, og ædt kaninungerne. Af og til får de også fat i æg og ungfugle og jordrugende fugle. De kan endda æde muslinger, når disse er blottede. 
Særlig i det europæiske område spiller frugt fra eg og bøg en vigtig rolle for vildsvinenes ernæring, særlig de år hvor de bærer meget frugt (de såkaldte oldenår), kan vildsvinene i månedsvis leve overvejende af disse frugter. Når de ikke mere kan finde olden, bliver den ofte erstattet af majs, der tilvejebringes af jægere. Til den foretrukne planteføde hører også rødderne af ørnebregne og dueurt. Alt efter årstid er også rødder af hvid anemone, slangeurt, vejbred og eng-kabbeleje en stor del af deres føde. Vildsvinene æder også insekter, som tilbringer en del af deres udviklingstid i jorden, men også andre smådyr. Den stærke oprodning af jorden kan også forårsage væsentlige skader for jordfaunaen, f.eks for firbenenes æg og overvintringspladser.

### Forplantning
Hunner kan – hvis de har tilstrækkelig føde – allerede efter 8 til 10 måneder være kønsmodne. Hanner er normalt først klar til at formere sig i det andet leveår. 
Parringstiden er afhængig af de klimatiske forhold; i Centraleuropa begynder den normalt i november og ender i januar eller februar – højdepunktet er i december. Når ornen i parringstiden møder hunner, lugter den til dem bagi. Er hunnen modtagelig, støder han den let i bugsiden eller på halsens underside og omringer hende. Hvis hunnen forsøger at undvige, følger han den og forsøger at opretholde kropskontakten ved at lægge sit hoved på ryggen af den eller presse på dens sider. Denne adfærd kan strække sig over længere tid. Hvis hunnen endnu ikke er parringsparat, angriber den ornen af og til. Ornen forsøger så at berolige soen hoved mod hoved. Vil soen ikke kopulere, kan den udstøde hvinende forsvarslyde. Hvis ikke andet er mulig, undgår hunnen kopulation ved at sætte sig eller lægge sig. 
Under parringen strækker soen bagbenene skråt bagud og drejer halen til side. Ornen lægger under parringen sit hoved på soens ryg. I denne stilling forbliver begge dyr normalt ubevægelige i fem minutter, før de skilles. Hunnen kopulerer i parringstiden ca. seks til syv gange.
Mødes i parringstiden to hanner i konkurrence om hunnerne, opstår der som regel stærkt ritualiserede kampe om rangordenen. For at imponere de andre hanner kan en han f.eks. skrabe med bagbenene, sprede urin og lave lyde ved hurtigt at kaste hovedet fra side til side, hvorved de store hjørnetænder hvæsses mod hinanden, fordi under- og overkæbe forskyder sig. Efterhånden som ophidselsen tiltager, går denne adfærd over i tyggebevægelser eller "kæbeslag", hvor over- og underkæbe højlydt klappes mod hinanden. Ofte dannes herved skum omkring munden. Samtidig rejser ryggens lange børster sig, hovedet sænkes og begge hanner omkredser hinanden i løb, som ofte overgår til skulderkampe. Hvis ingen af dyrene har grebet flugten, kommer det til kamp, hvor dyrene bruger deres hjørnetænder i underkæben, for at støde mod modstanderens bug og kropsside. Derved kan dyrene få blødende sår. Kampen ophører først, når et af dyrene flygter.
Hunnens drægtighedsperiode varer fra cirka 114 til 118 dage („tre måneder, tre uger og tre dage“). I Centraleuropa fødes ungerne mest i tiden fra marts til maj. De nyfødte grise har hår og er seende. Deres fødselsvægt er på mellem 740 und 1100 gram. Dietiden varer fra 2,5 til 3,5 måneder. Hvis hunnen tilhører en flok, fjerner den sig fra denne og går sine egne veje, indtil ungerne er store nok, og i stand til at følge flokken. Bindingen mellem hunnen og ungerne varer til omkring 1,5 år.
Hunnen vælger før den skal føde omhyggeligt en tør og varm rede ("gryde").  I gennemsnit føder hunnen cirka syv unger. Under fødslen ligger hunnen i et sideleje. Hunnen bliver i ungernes første levedage overvejende i fødereden. Vejret bestemmer hvornår hunnen forlader reden med sine unger. Det kan vare fra en til tre uger. Hunnen forsvarer energisk sine unger. Derved kan det også komme til angreb på mennesker.
Ungdyrenes dødelighed er høj. Særlig hvis det i de tre første leveuger har været koldt og fugtigt, hvor deres varmeregulering ikke er fuldt udviklet. Dødeligheden er også afhængig af, hvor mange fjender der lever i området. I rovdyrfrie områder overlever der i gennemsnit 75 af 100 ungdyr det første år (dem der ikke overlever, dør for det meste i den første levemåned). Hvor de deler områder med ulve, bjørne og los overlever der kun cirka  30 af 100.

## Underarter
Der findes mindst 20 underarter. Syv af dem er indført i Australien, Tasmanien og New Zealand
- Sus scrofa scrofa i det nordvestlige Afrika, i Europa og i det vestlige Asien
- Sus scrofa ussuricus i det nordlige Asien og Japan
- Sus scrofa cristatus i Lilleasien, Indien og Fjernøsten
- Sus scrofa vittatus (Vietnamesisk hængebugsvin) i Indonesien og Vietnam
- Sus scrofa affinis i Indien og Sri Lanka
- Sus scrofa algira i Tunesien, Algeriet og Marokko
- Sus scrofa attila i Ungarn, Kaukasus, n Iran, n Tyrkiet, Turkmenistan og Irak
- Sus scrofa a Davidi i Pakistan, nv Indien og sø Iran
- Sus scrofa Leucomystax i Japan
- Sus scrofa Lybicus i Kaukasus, Tyrkiet, Palestina, Levanten (i Spanien) og dele af det tidligere Jugoslavien
- Sus scrofa Meridionalis i Andalusien, Sardinien og Korsika
- Sus scrofa Moupiensis i Kina og Vietnam
- Sus scrofa Nigripes i n Iran, Afghanistan, Mongoliet og Kina
- Sus scrofa Riukiuanus i Japan
- Sus scrofa Sibiricus i Mongoliet
- Sus scrofa Taivanus i Taiwan
- Sus scrofa coreanus i Korea
- Sus s. chirodontus i Kina
- Sus scrofa castilianus i Spanien
- Sus scrofa baeticus i Spanien
- Sus scrofa vittatus i Indonesien, Malayahalvøen

## Billeder
- Sus scrofa scrofa
- Sus scrofa algira
- Sus scrofa attila
- Sus scrofa cristatus
- Sus scrofa davidi
- Sus scrofa leucomystax
- Sus scrofa libycus
- Sus scrofa majori
- Sus scrofa meridionalis
- Sus scrofa moupinensis
- Sus scrofa taivanus
- Sus scrofa vittatus
- Vildsvin i sit naturlige miljø
- Ungsvin
- Ungsvin
- Ungsvin